# Marianne Rivière
Pour les articles homonymes, voir Rivière (homonymie).
Marianne Rivière est une violoniste française, vivant à Paris.

## Biographie
Elle a été élue présidente de l'orchestre Pasdeloup en 2000. Elle s'est attachée à reprendre le concept de « concerts populaires » lancé par le fondateur de l'orchestre en 1861, Jules Pasdeloup. Il s'agit d'amener la musique à la rencontre des publics nouveaux. Lors de sa création (l'orchestre Pasdeloup est le plus ancien orchestre symphonique français), Jules Pasdeloup a quitté les salles de concert traditionnelles pour jouer au Cirque d'Hiver, et présenter des œuvres inédites (Wagner, Brahms, Schumann...).
Sous la présidence de Marianne Rivière, l'orchestre a programmé de jeunes compositeurs inconnus du grand public, a promu de nouveaux solistes qui ont atteint une notoriété internationale par la suite, et a renoué avec le succès avec des saisons présentant le meilleur taux de remplissage des orchestres parisiens (plus de 90 % en moyenne). En 2002, elle a fait appel à Patrice Fontanarosa comme conseiller artistique.
Parallèlement, Marianne Rivière enseigne le violon en introduisant activement en France la méthode finlandaise Colourstrings (en) du grand pédagogue Géza Szilvay (en), inspirée de Zoltán Kodály.

## Distinctions
Marianne Rivière a été élevée au rang de chevalier de l'ordre national du Mérite en mai 2014.